# Bryocyclops fidjiensis
Bryocyclops fidjiensis – gatunek widłonoga z rodziny Cyclopidae. Nazwa naukowa gatunku została po raz pierwszy opublikowana w 1955 roku przez szwedzkiego zoologa Knuta Lindberga.